# Región Sureste (Vietnam)

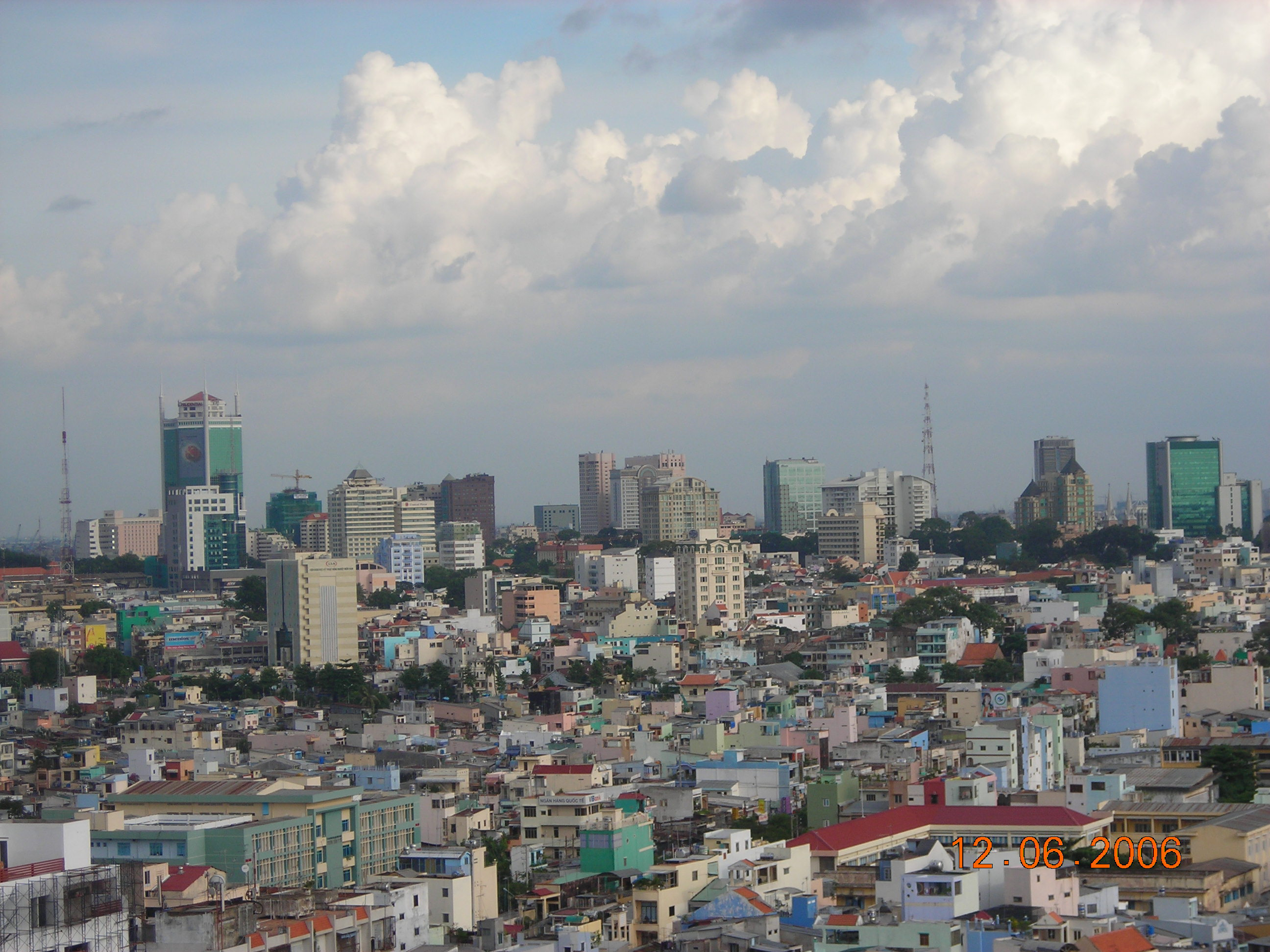
Ciudad Ho Chi Minh.

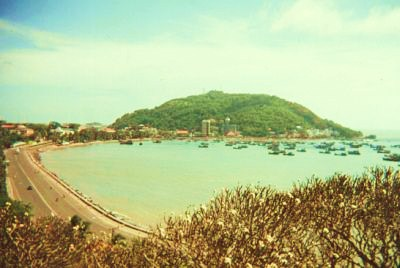
Vung Tau.

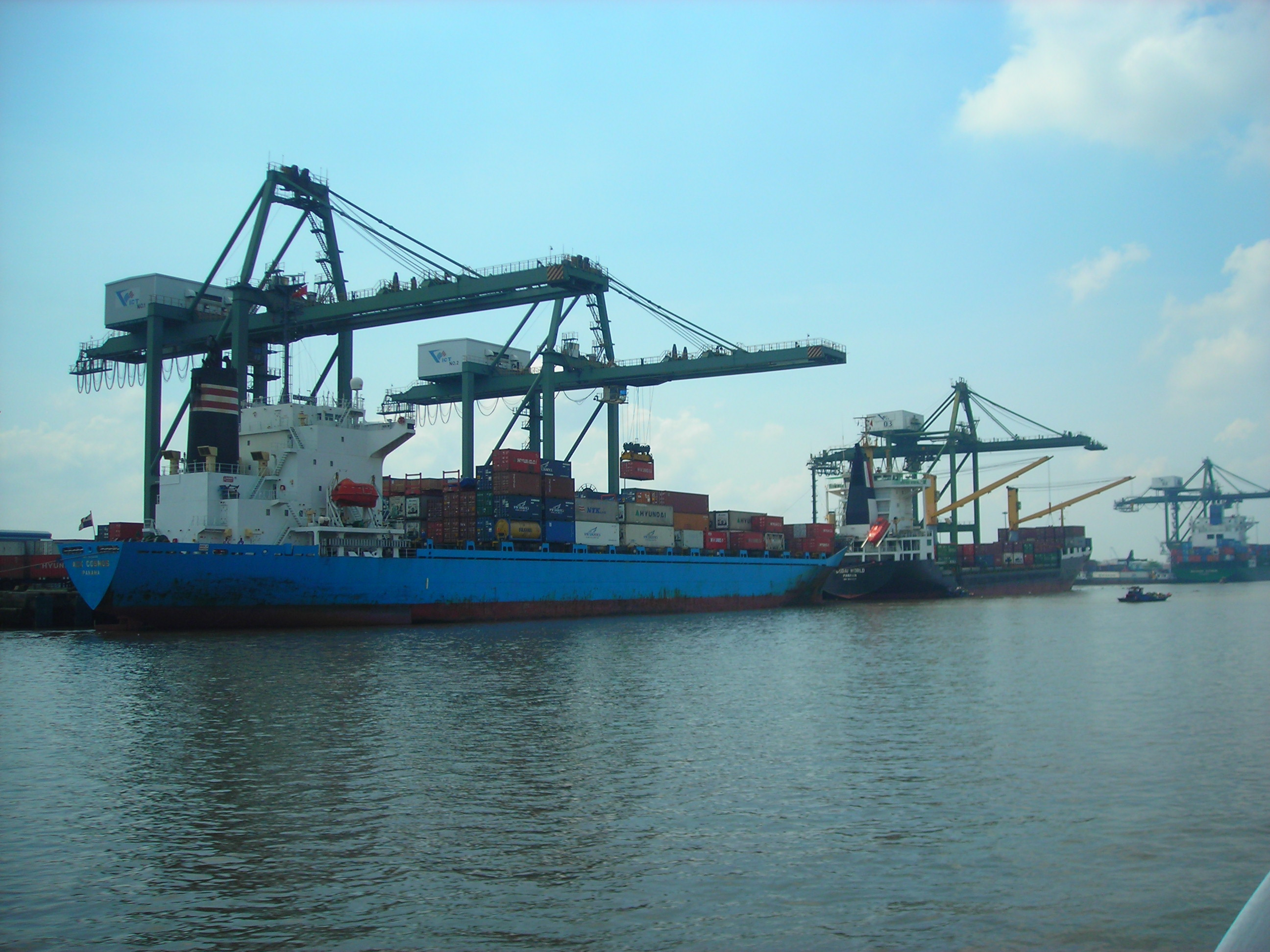
Puerto de Saigón.

Dong Nam Bo (vietnamita para «sureste de Vietnam») es una región en Vietnam incluida en la región mayor llamada Nan Phan o Cochinchina. Esta región incluye provincias y los municipios: Ciudad Ho Chi Minh, provincias de: Ninh Thuan, Binh Thuan, Binh Phuoc, Binh Duong, Tay Ninh, Dong Nai, Ba Ria-Vung Tau. Área: 34.743 km² , población: 11.709.923. Es la región de mayor importancia económica de Vietnam y contribuye con dos tercios del presupuesto anual de Vietnam.

## Provincias
| N.º | Provincias/municipios | Área (km²) | Población (2004) | Densidad (person/km²) |
| --- | --------------------- | ---------- | ---------------- | --------------------- |
| 1   | Ciudad Ho Chi Minh    | 2,095      | 6,239,938        | 2,978                 |
| 2   | Ba Ria-Vung Tau       | 1,982.2    | 897,600          | 452.8                 |
| 3   | Binh Duong            | 2,695.5    | 883,200          | 327.7                 |
| 4   | Binh Phuoc            | 6,857.3    | 783,600          | 114.3                 |
| 5   | Binh Thuan            | 7,992      | 1,140,429        | 142.7                 |
| 6   | Dong Nai              | 5,894.8    | 2,174,600        | 368.90                |
| 7   | Lam Dong              | 9,764.8    | 1,138,700        | 116.61                |
| 8   | Ninh Thuan            | 3,360.1    | 911,600          | 271.3                 |
| 9   | Tay Ninh              | 4,029.6    | 1,029,800        | 255.56                |

- Datos: Q1068987